# アストン
株式会社アストンは、埼玉県さいたま市南区に本社を置く、法人向けパソコンサポート、社内IT環境のサポート・人材派遣・Web制作・各種販促物制作などを行う企業である。

## 概要
1996年、パソコンスクールを運営しながら人材派遣業をスタート。
旧独立行政法人雇用・能力開発機構より委託を受け、委託訓練として普通職業訓練短期課程（平成22年度はパソコンビジネス科、委託訓練型デュアルシステムコース）も実施していた。同時にMicrosoft Office Specialist（マイクロソフト オフィススペシャリスト）の随時試験実施会場として、定期的に試験を実施している。
主に事務員としてオフィススペシャリストを人材派遣し、中小企業の社内のIT環境で困ったことをサポートする業務が増えてくる。他の部署ではインターネットの普及により一般家庭向けのパソコン設定サポートを行なっていたが、法人からの依頼が増え、法人向けにパソコン販売、IT環境のサポート業務がメインの業務になる

## 所在地
- 本社 - 埼玉県さいたま市南区根岸3-16-17　神明3　１階
- 東京 OFFICE - 東京都千代田区鍛冶町1-10-4　丸石ビル3階　324号室